# Amar Zakour
Amar Zakour (arabsky عمار زكور‎; * 1. ledna 1983) je syrský fotbalový záložník a reprezentant hrající v současnosti v klubu SK Motorlet Praha. Mimo Sýrii působil v Libanonu a České republice.
Za manželku má dceru fotbalového trenéra Ahmeda Yassina.

## Klubová kariéra
V Sýrii hrál nejprve za klub Umayya a poté za Al Shorta Damašek, s nímž dvakrát vyhrál syrskou ligu a dvakrát hrál čtvrtfinále asijské Ligy mistrů.
V roce 2013 odešel do Libanonu do týmu SC Tripoli, s nímž se v sezoně 2013/14 dostal do finále libanonského poháru (porážka s týmem Salam Zgharta 0:1 po prodloužení).
Po sezoně a skončení smlouvy odešel do České republiky, jelikož v jeho vlasti probíhala válka (Zakour má českou manželku). Odešel do divizního klubu SK Motorlet Praha (4. liga) přes kontakt svého tchána Ahmeda Yassina na trenéra Motorletu Jana Kmocha.

## Reprezentační kariéra
Za A-mužstvo Sýrie debutoval v roce 2012 ve svých 28 letech.